# Karel Hendrik van Brederode
Karel Hendrik van Brederode (Haarlem, 11 december 1827 – Deventer, 19 september 1897) was een Nederlands ingenieur, die bekend werd als (vermoedelijk) architect van een groot aantal treinstations in Nederland in de periode 1860–1890.

## Carrière
Van 1843 tot 1853 werkte hij voor de Hollandsche IJzeren Spoorweg-Maatschappij (HIJSM) en van 1860 tot 1880 voor de Staatsspoorwegen, waar hij verantwoordelijk was voor het ontwerp van de Standaardstations, ook bekend als Waterstaatstations omdat ze door de overheidsdienst Rijkswaterstaat werden gebouwd. In 1882 werd hij directeur van de Koninklijke Nederlandsche Locaalspoorweg-Maatschappij (KNLS), die spoorlijnen aanlegde en exploiteerde in Gelderland en Overijssel, en daarmee verantwoordelijk voor de aanleg van stations van het Standaardtype KNLS. Vanaf 1890 was hij commissaris van de KNLS.

## Monumentale stationsgebouwen

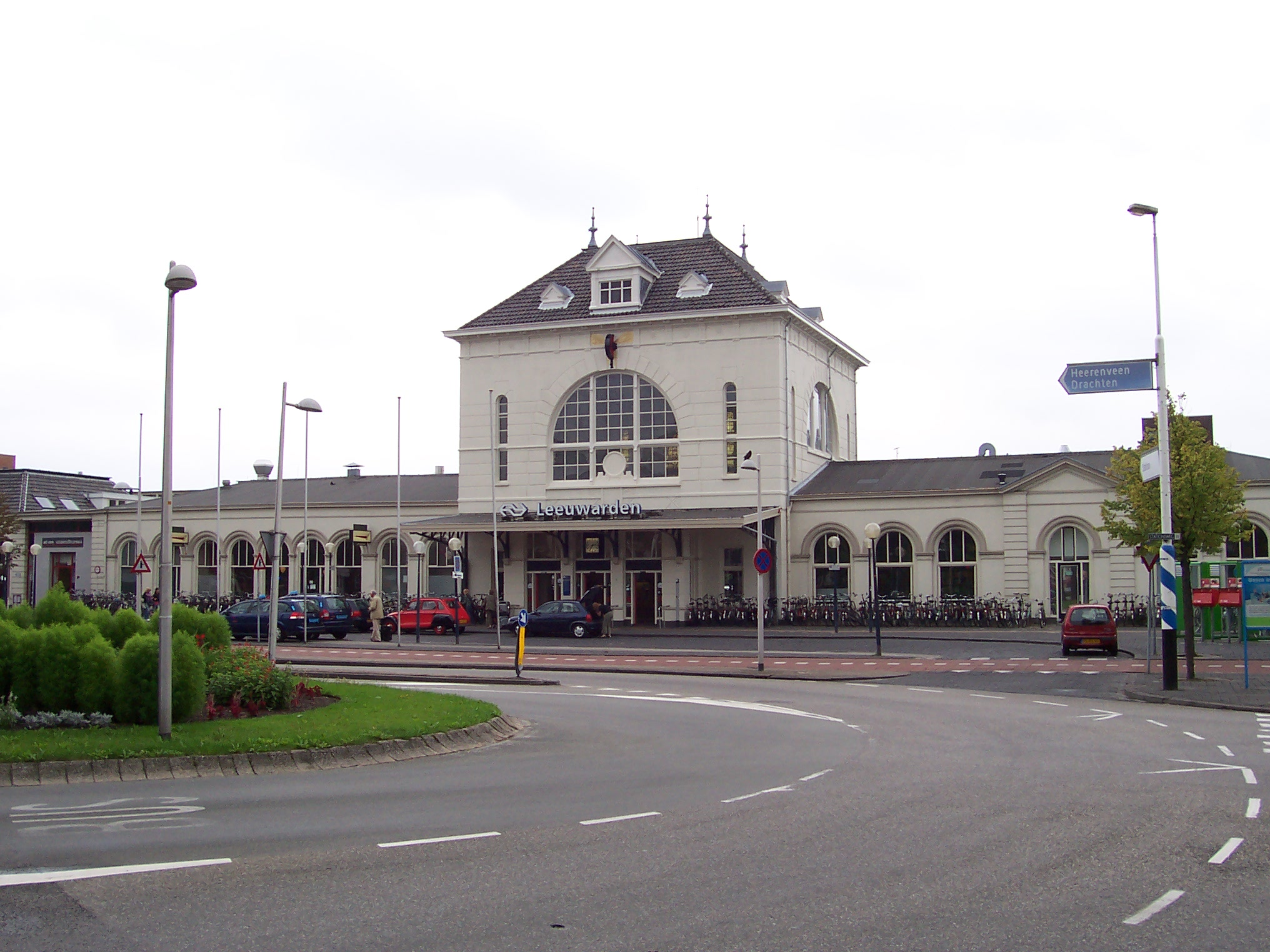
Station Leeuwarden (2006)

De meeste van de door hem ontworpen stationsgebouwen zijn in de loop der tijd afgebroken. Enkele van de nog bestaande aan Van Brederode toegeschreven Staatsspoorstations hebben de status van rijks- of gemeentemonumentgekregen.

### Rijksmonumenten

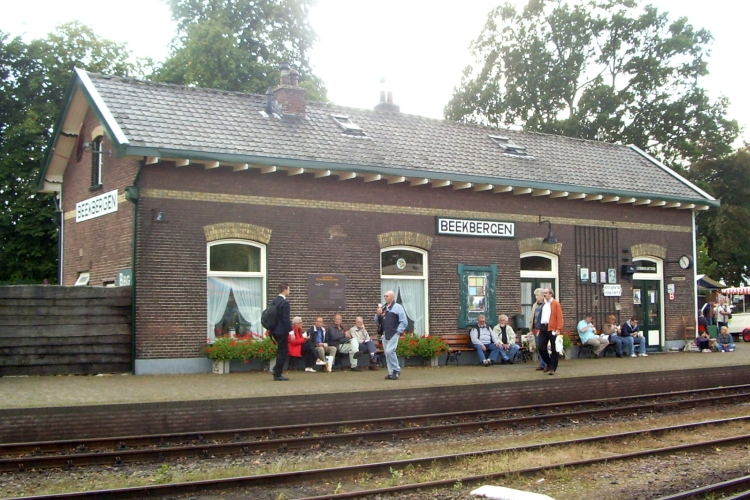
Station Beekbergen (2008)

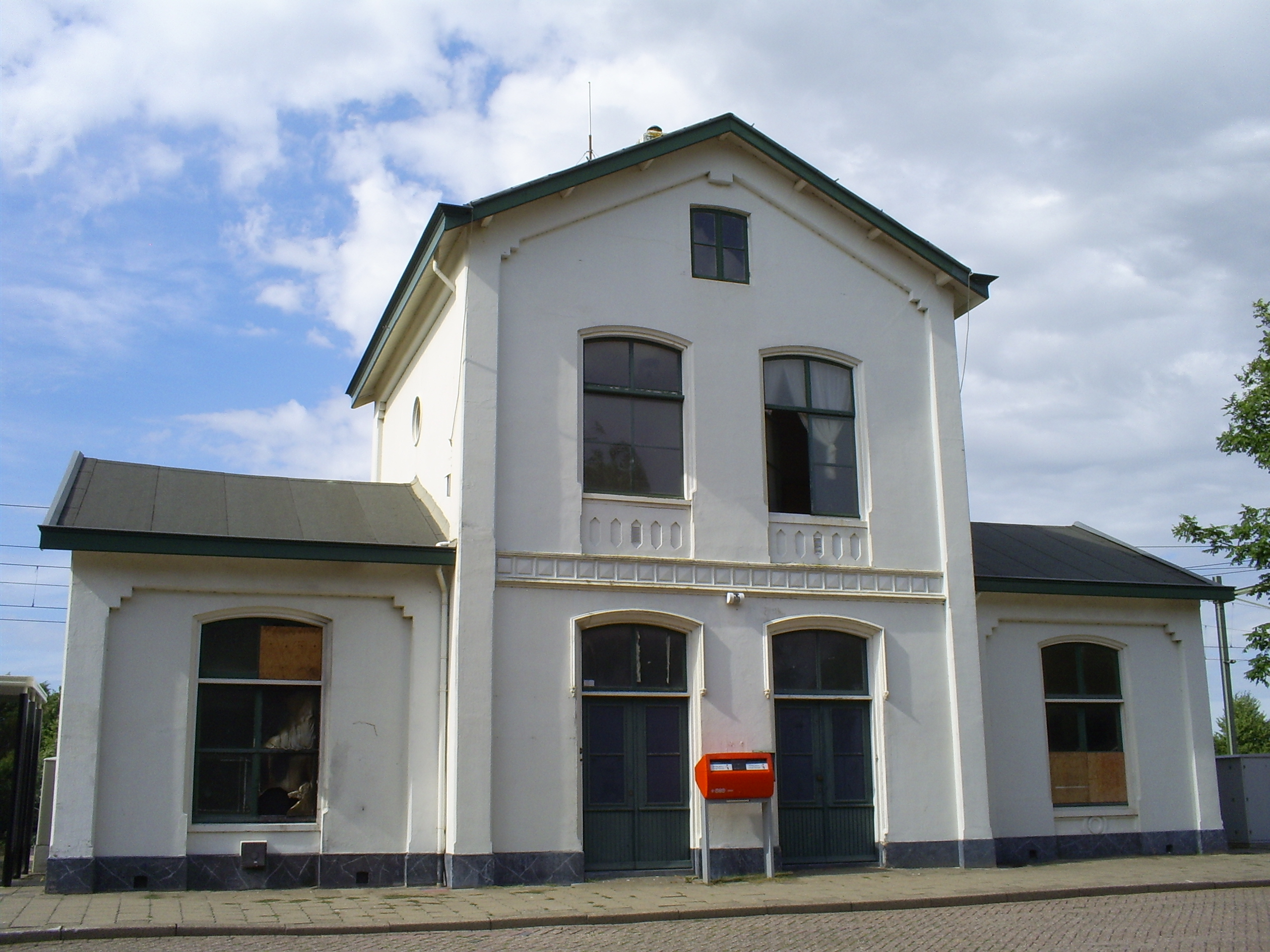
Station Arnemuiden (2008)

| Jaar | Station            | Locatie    |
| ---- | ------------------ | ---------- |
| 1863 | Station Harlingen  | Harlingen  |
| 1863 | Station Leeuwarden | Leeuwarden |
| 1868 | Station Houten     | Houten     |
| 1868 | Station Scheemda   | Eexta      |
| 1868 | Station Vught      | Vught      |
| 1868 | Station Wolvega    | Wolvega    |
| 1872 | Station Arnemuiden | Arnemuiden |

### Gemeentelijke monumenten

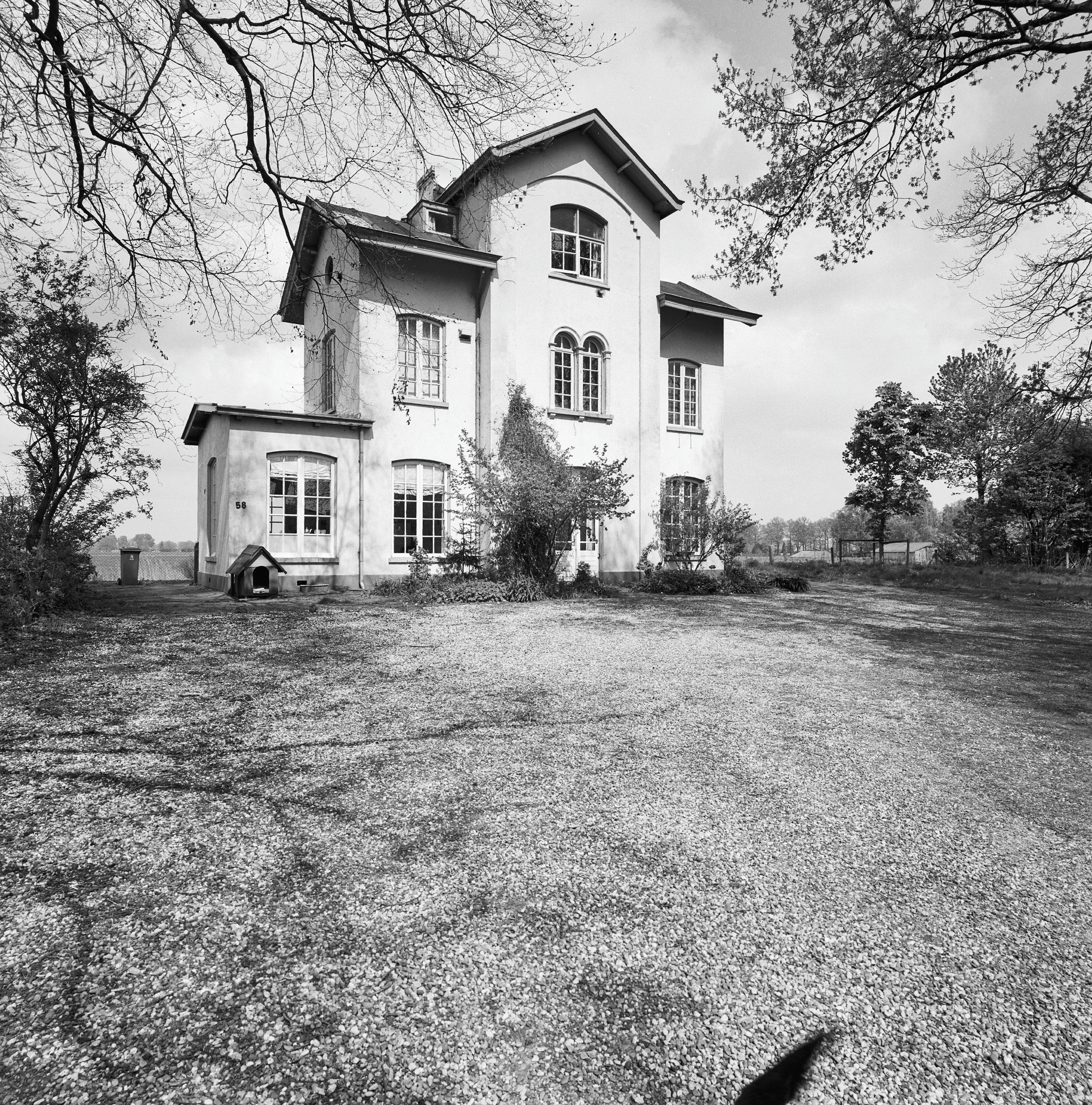
Station Laren-Almen - straatzijde (1999)

| Jaar | Station             | Locatie |
| ---- | ------------------- | ------- |
| 1865 | Station Goor        | Goor    |
| 1865 | Station Laren-Almen | Lochem  |
| 1888 | Station Holten      | Holten  |
| 1888 | Station Rijssen     | Rijssen |

- Biografisch Portaal: 48916886
- RKD-Nederlands Instituut voor Kunstgeschiedenis: 419984